# Octobre 1800

## Événements
.

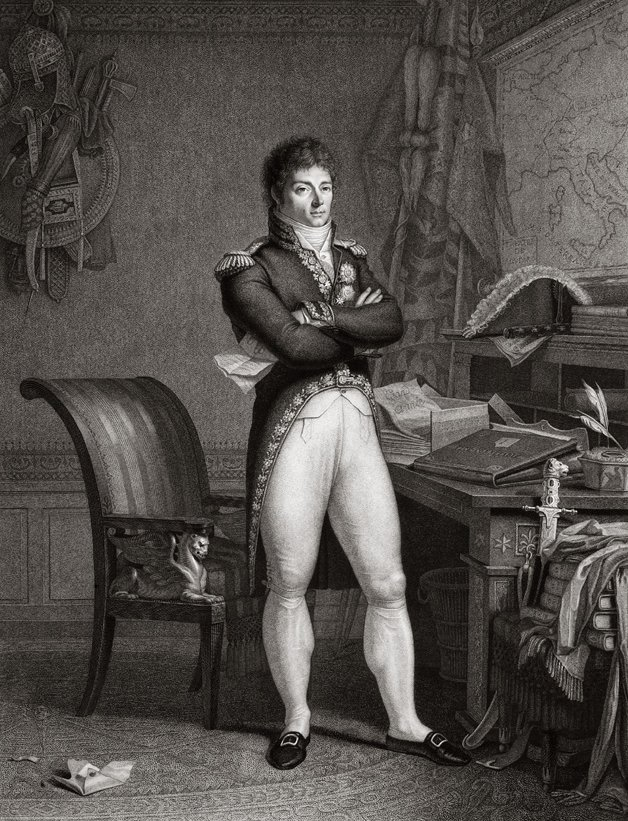
Louis-Alexandre Berthier signataire du traité secret de San Ildefonso pour la France

- 1er octobre : le Traité de San Ildefonso transfère la Louisiane de l'Espagne à la France[1].

- 10 octobre, France : arrestation des membres de la prétendue conspiration des poignards.

- 14 octobre, Russie (2 octobre du calendrier julien) : Rostoptchine propose au tsar une alliance avec la France contre la Grande-Bretagne[2] en vue d’un partage de l’empire ottoman.

- 19 octobre :
  - Un violent cyclone ravage l’embouchure du Kistna, en Inde[3].
  - Le Géographe et Le Naturaliste quittent Le Havre dans le cadre de l'expédition Baudin.

- 24 octobre, Inde : protectorat britannique sur le nizâm d’Hyderabad[4].

- 27 octobre, Russie : avec l’accord du métropolite de Moscou, l’édit de tolérance du 12 mars 1798 est étendu à l’ancienne capitale, où les vieux-croyants peuvent désormais s’installer[5].

## Naissances
- 4 octobre : Amile-Ursule Guillebaud, artiste peintre suisse († après 1880) ;
- 8 octobre : Jules Desnoyers, géologue, archéologue, spéléologue et historien français († 1er septembre 1887).
- 10 octobre : Louis Jasieński, prêtre dominicain et insurgé polonais] († 1842])
- 23 octobre : Henri Milne Edwards, zoologiste français († 29 juillet 1885)
- 25 octobre : Thomas Babington Macaulay, poète, historien et homme politique britannique († 28 décembre 1859).

## Décès
- 10 octobre : Gabriel Prosser, , esclave afro-américain qui en 1800 projeta une révolte de 1 100 esclaves (° dans le Comté de Henrico, Virginie, v. 1775).
- 12 octobre : Johann Hieronymus Chemnitz, homme d’église et conchyliologiste allemand (° 10 octobre 1730).
- 28 octobre : Charles-Georges Fenouillot de Falbaire de Quingey, auteur dramatique français (° 16 juillet 1727).